# Ron Powell
Ronald William Herbert „Ron“ Powell (* 2. Dezember 1929 in Knighton; † 25. Mai 1992 in Rossall) war ein walisischer Fußballspieler, der als Torwart zwischen 1948 und 1964 mehr als 500 Profispiele absolviert. 

## Leben
Er begann mit dem Fußballspielen in seiner Heimatstadt Seite Knighton Town. Im November des Jahres 1948 wechselte er zu Manchester City, wo er sein Liga-Debüt in der folgenden Saison hatte. Allerdings spielte er in vier Jahren nur 13 Spiele in der ersten Mannschaft. Seine Spiele machte er in der kurzen Zeit zwischen dem Rücktritt von Frank Swift und den Einstand von Bert Trautmann. Im Jahr 1952 wechselte er zum FC Chesterfield, wo er nur zwei Ligaspiele verpasste und in den nächsten zwölf Jahren insgesamt 508 Spiele absolvierte. 
Er beendete seine aktive Karriere im Dezember 1964 nach einem Autounfall, bei dem seine Teamkollegen Doug Wragg und Peter Stringfellow schwer und sein Teamkollege Ralph Hunt tödlich verletzt wurden.